# Méry-Prémecy
Méry-Prémecy ist eine französische Gemeinde mit 67 Einwohnern (Stand: 1. Januar 2022) im Département Marne in der Region Grand Est. Sie gehört zum Arrondissement Reims und zum Kanton Fismes-Montagne de Reims. 

## Geographie
Méry-Prémecy liegt rund acht Kilometer westlich von Reims. Umgeben wird Méry-Prémecy von den Nachbargemeinden Germigny und Janvry im Norden, Gueux im Nordosten, Vrigny im Osten, Coulommes-la-Montagne im Osten und Südosten, Saint-Euphraise-et-Clairizet im Süden und Südosten, Aubilly im Süden und Südwesten sowie Bouleuse im Westen.
Durch die Gemeinde führt die Autoroute A4. 

## Bevölkerungsentwicklung
| 1962                       | 1968 | 1975 | 1982 | 1990 | 1999 | 2006 | 2018 |
| -------------------------- | ---- | ---- | ---- | ---- | ---- | ---- | ---- |
| 74                         | 84   | 68   | 53   | 46   | 63   | 60   | 62   |
| Quellen: Cassini und INSEE |      |      |      |      |      |      |      |

## Sehenswürdigkeiten

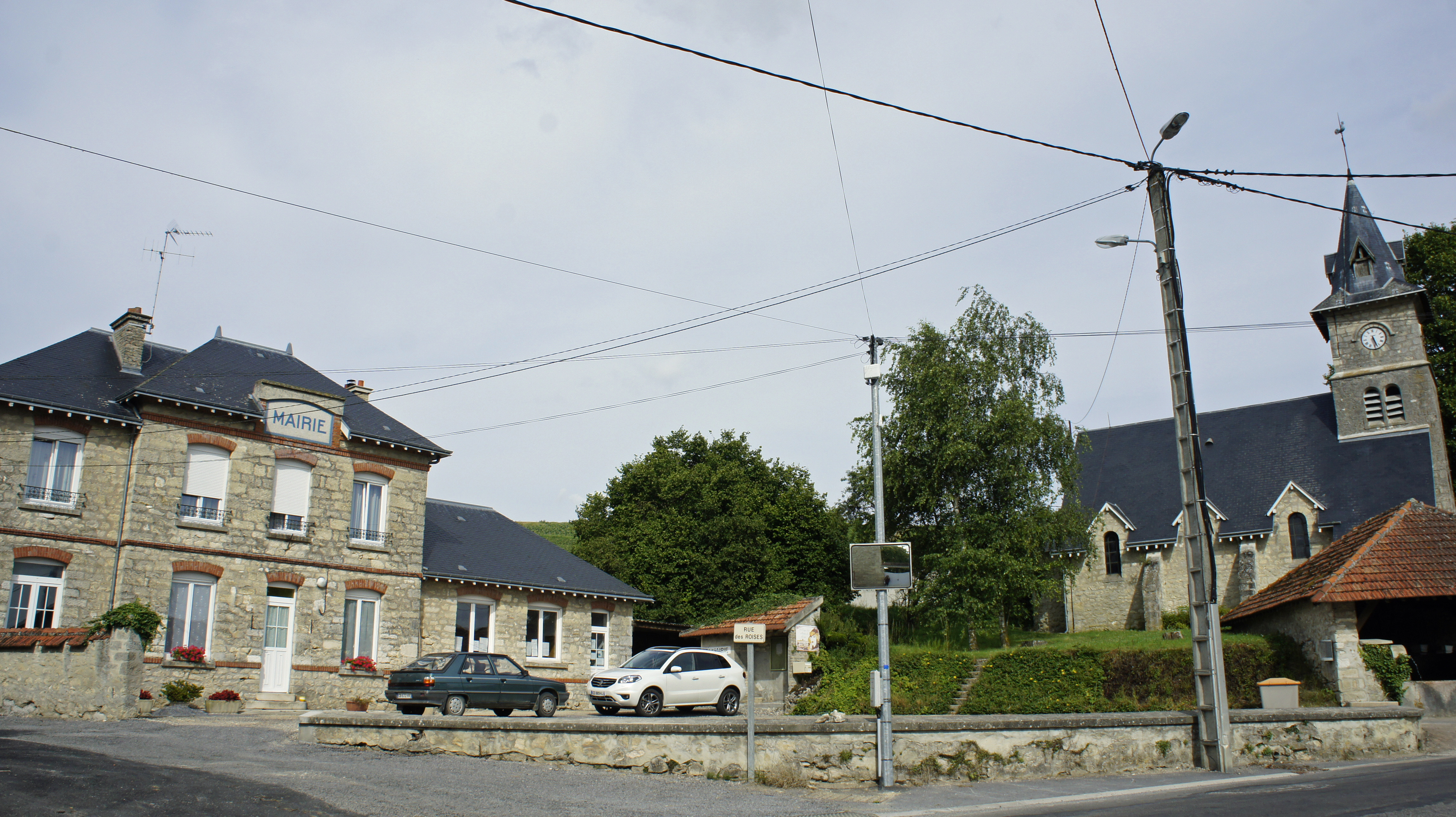
Kirche, Waschhaus und Mairie (Rathaus)

- Kirche Saint-Nicaise
- Waschhaus (Lavoir)